# Gilletellus porculus
Gilletellus porculus là một loài bọ cánh cứng trong họ Bọ hung (Scarabaeidae).